# Garovaglia mujuensis
Garovaglia mujuensis är en bladmossart som beskrevs av Bennard Otto van Zanten 1964. Garovaglia mujuensis ingår i släktet Garovaglia och familjen Pterobryaceae. Inga underarter finns listade i Catalogue of Life.